# Муніципальний театр (Туніс)
Муніципальний або міський театр (араб. المسرح البلدي بتونس; фр. Le Théâtre municipal de Tunis) — театр у столиці держави Туніс місті Тунісі, найстаріша і головна театральна сцена країни.

## Загальні дані
Муніципальний театр в місті Тунісі розташований у пишно декорованій історичній будівлі початку XX століття, яку звів французький архітектор Жан-Еміль Респланді́ (Jean-Émile Resplandy) в само́му середмісті (на розі центрального проспекту Бургіби та однієї з бічних вулиць), за адресою:
вул. дю Ґрес, 2 (2 rue de Grèce), м. Туніс-1000 (Туніс).
Керівництво театром здійснює Наджет Фахфах (Najet Fakhfakh).

## З історії театру

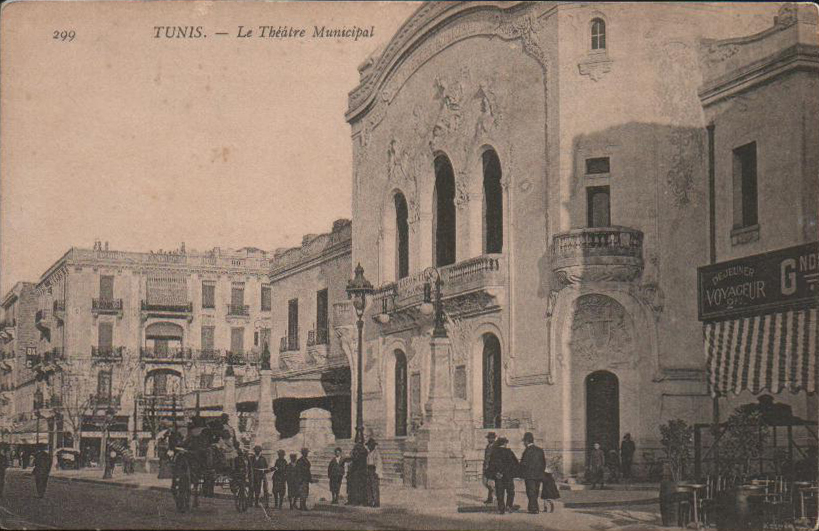
Муніципальний театр Туніса, 1990-ті

Муніципальний театр у Тунісі як Міське казино Туніса (Casino municipal de Tunis) був урочисто відкритий 20 листопада 1902 року показом опери Жуля Массне «Манон».  
У перші сезони Туніський театр не поступався за рівнем програми тодішнім провідним європейським театрам — тут ставили опери Вагнера, Верді, Пуччіні, Белліні, грали найкращі актори, виконували твори найвідоміші на той час музиканти і композитори (наприклад, Сен-Санс). 
У пізніші часи на сцені Міського театру Туніса також виступали зірки театру й кіно світової величини, в першу чергу, французькі — Сара Бернар, Жан Маре, Жерар Філіп тощо.
Від часу здобуття незалежності Тунісом (1956 рік) провідну роль у Муніципальному театрі міста починають відігравати національні режисери, яскраво виблискують вітчизняні зірки сцени й музики. Постійну трупу театру засновано 1954 року. Значні успіхи туніського театру пов'язані з його фундатором-реформатором Алі Бен Айєдом, тодішнім директором Муніципального театру. Етапною виставою, що гучно заявила про народження яскравого туніського театру стала інтерпретація на початку 1960-х рр. «Калігули» Камю. Визначні постановки того часу — «Отелло» Шекспіра (1964), «Йєрма» Лорки (1966), «Чоловік з віслюком» Е. Мадані (1970).
1970-ті роки були позначені творчими пошуками в Муніципальному театрі Туніса, нове «сценічне прочитання» Шекспіра було запропоноване у 1982 році. 
Головними подіями 1990—2000-х років у театрі стали постановка Familia, спеціальні театралізовані й концертні вечори, а також вистава Jounoun, яка зчинила справжній фурор на престижному театральному фестивалі в Авіньйоні (Франція) в 2002 році. 
Напередодні ювілейного столітнього (2002/2003) театрального сезону було здійснено відновлювальні роботи у будівлі театру, і її, у всій первинній красі, знову було відкрито. З цієї нагоди підготували спеціальний мистецький вечір.

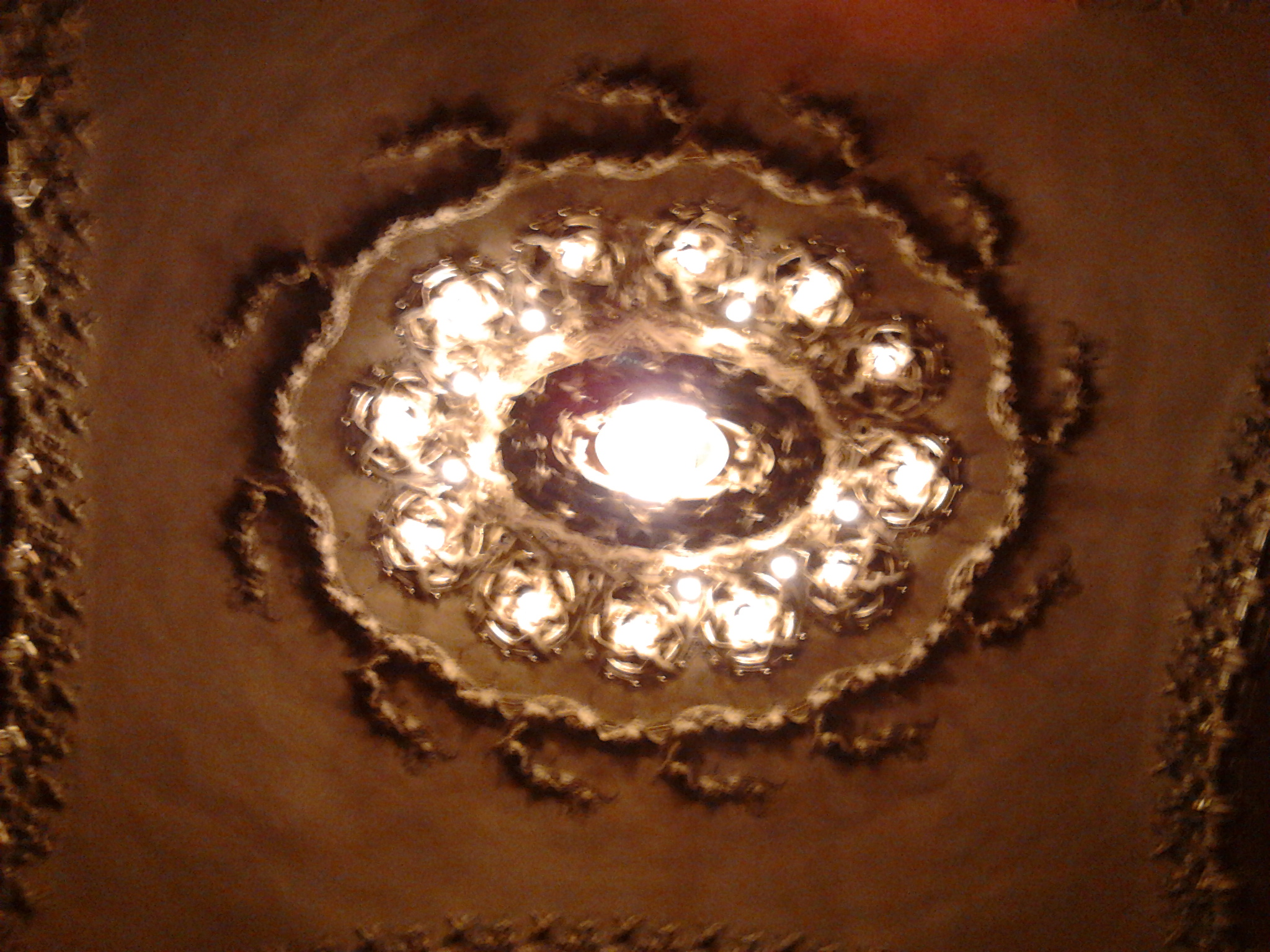
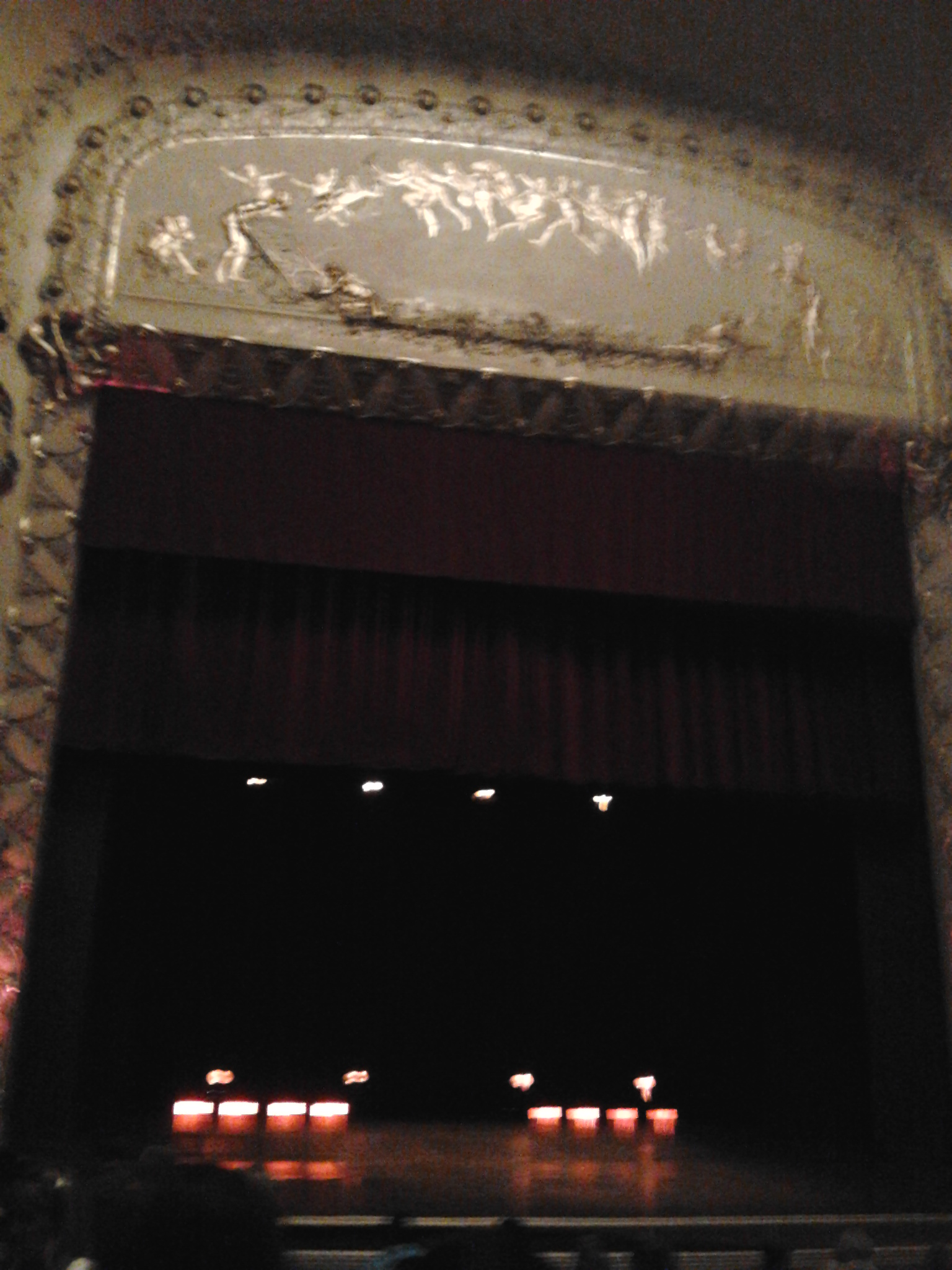
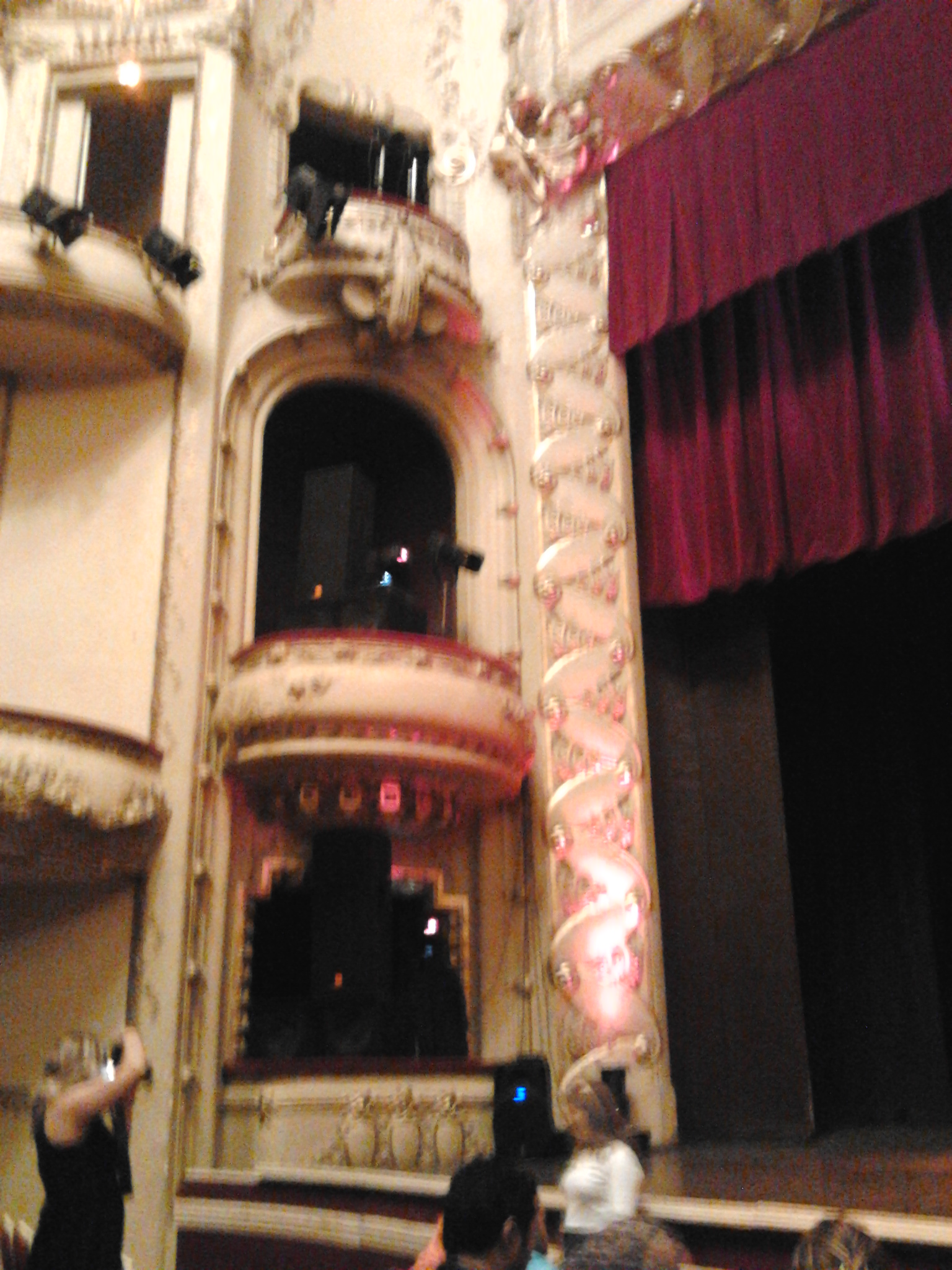
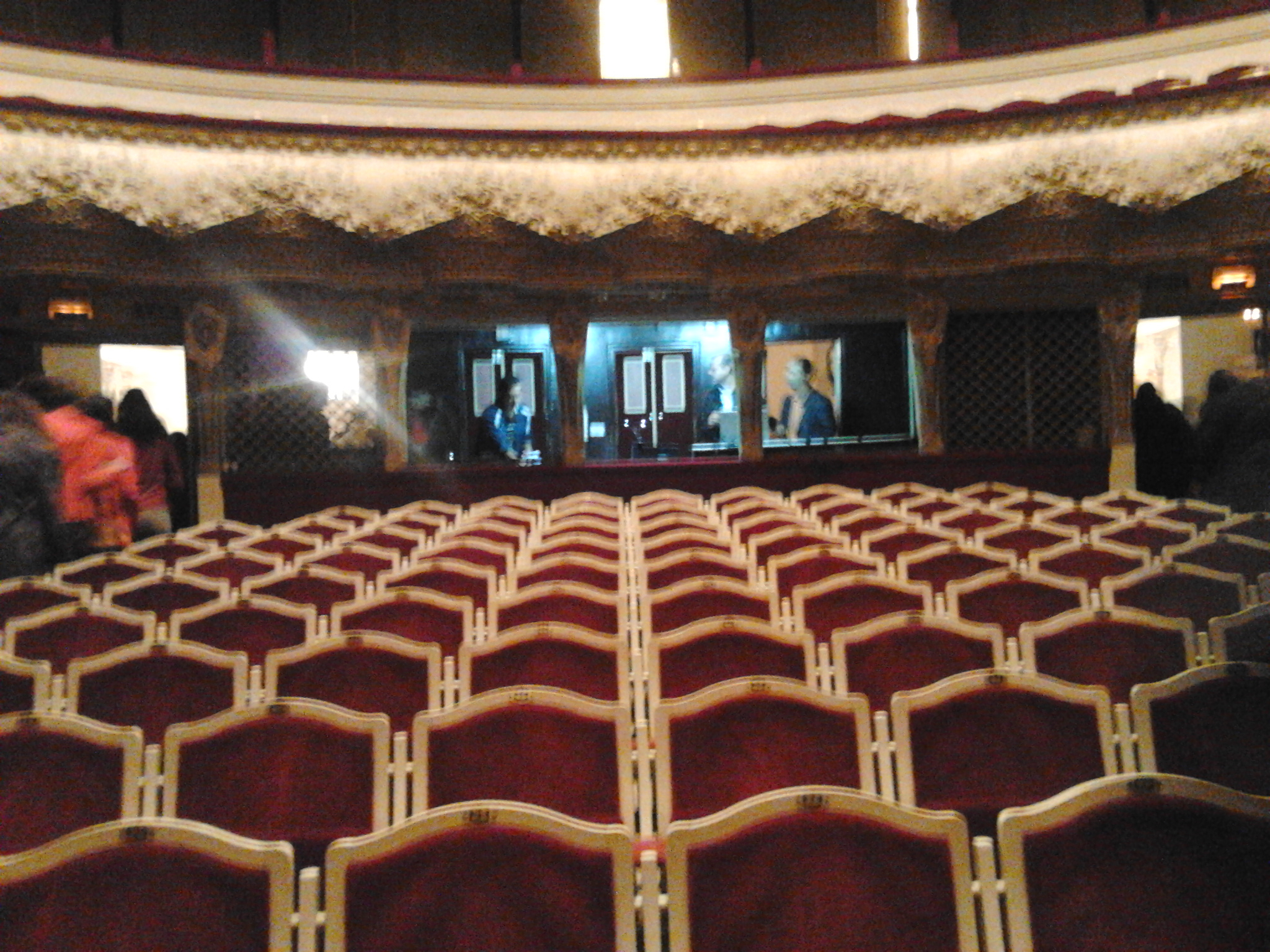
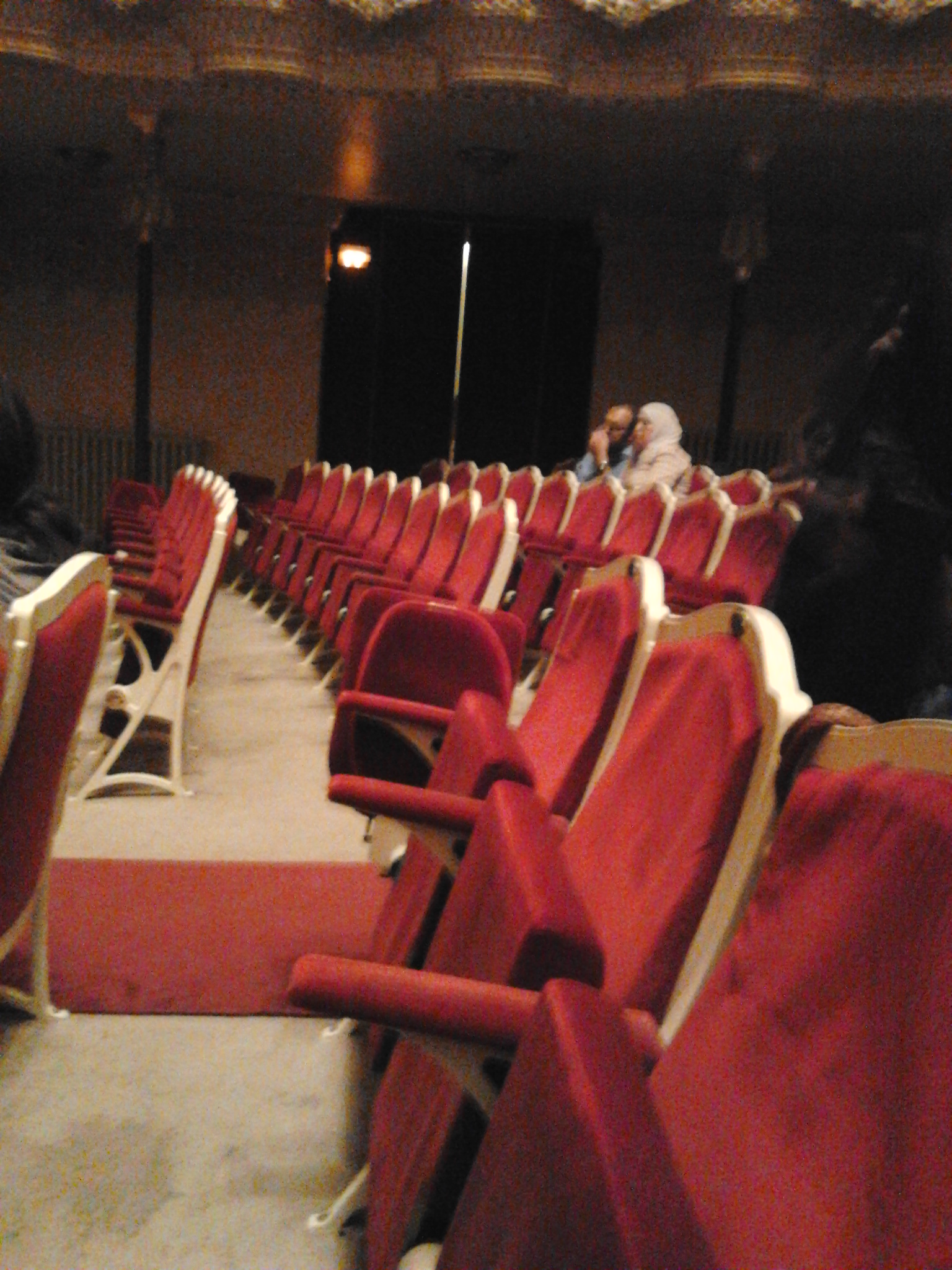
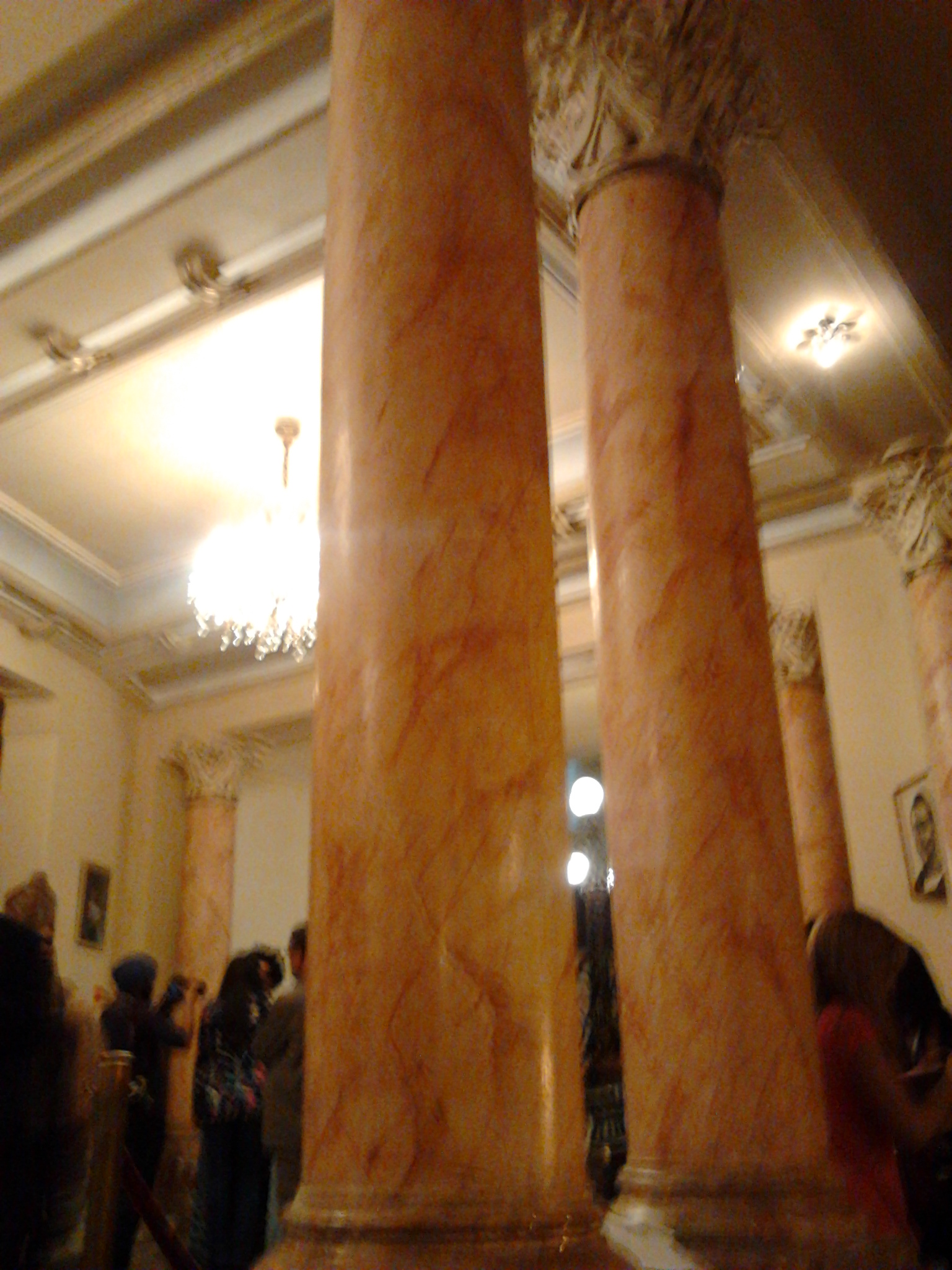
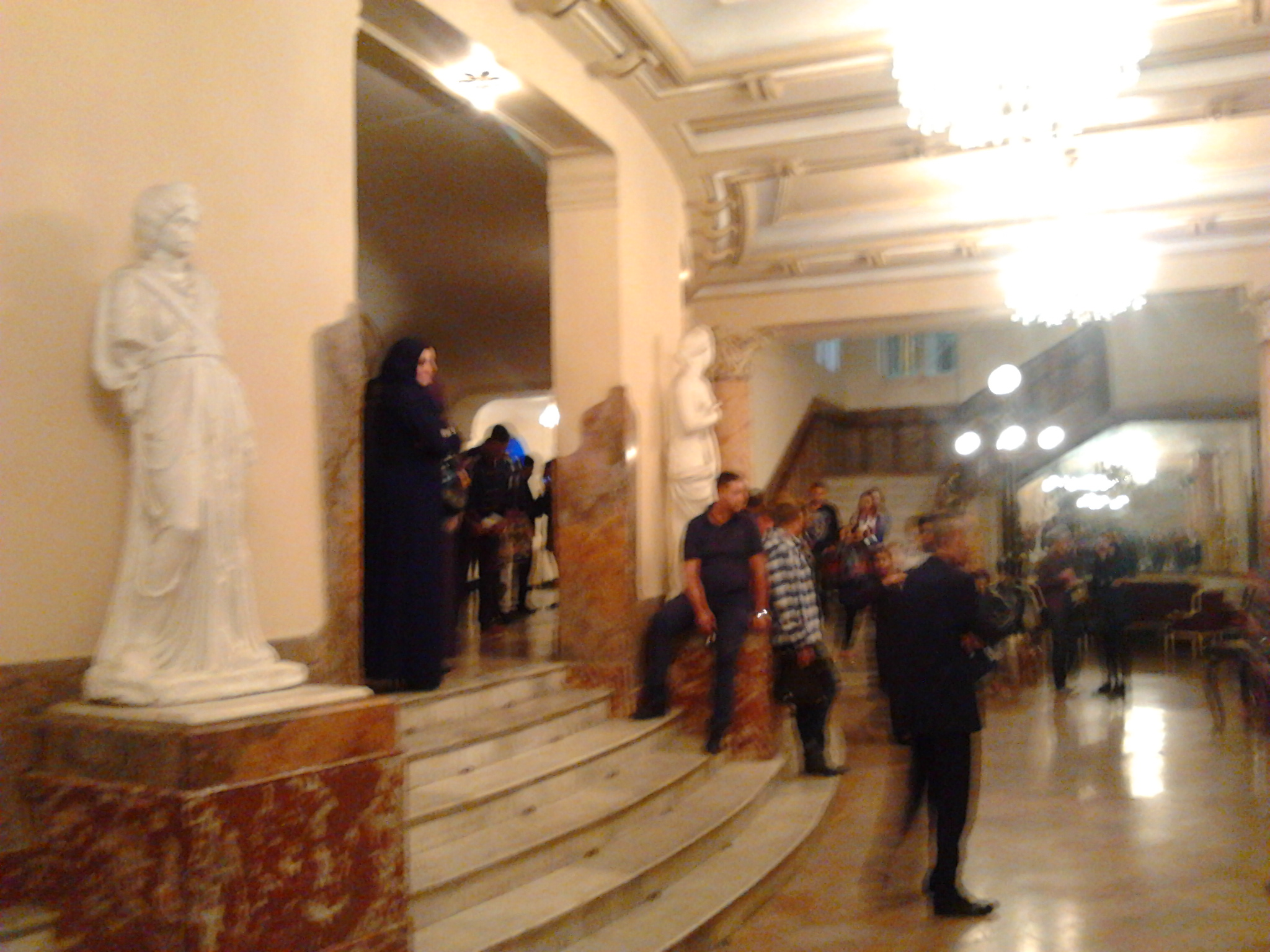